# M/S Fredrika
M/S Fredrika är en av Trafikverket Färjerederiet vägfärjor som sedan år 2006 trafikerar Skenäsleden, en allmän färjeled mellan Skenäs och Säter i Norrköpings kommun. 

## Rutter
- 1973 - 1974 Vaxholm - Rindö
- 1974 - 2006 Rindö - Stenslätten / Oxdjupsleden
- Sedan 2006 insatt på Skenäsleden